# リク (ニウエ)
リク(Liku)は、ニウエの14ある村の内の一つで、島の東端近くに位置している。首都アロフィの東にあり、人口は2011年現在70名である。

## 交通
リクは首都と島の中央を通る道路で接続されている。その道路は6km北でラケパに、10km南でハクプに接続している。

## 行政
リクは14ある行政区画の内の一つで、選挙区でもある。2008年の選挙では、代表にポコトア・シペリが選ばれ、通信大臣、農林水産大臣、行政大臣に就任した。  